# Fernando Lopes Adão Correia
Fernando Lopes Adão Correia (Lisboa, 16 de julho de 1935) é um jornalista português.

## Carreira
Iniciou a sua carreira de comunicador aos 19 anos na Emissora Nacional (EN). Atingiu a categoria de locutor de 1ª classe, em 1966. Trabalhou igualmente no jornal Record. Colaborou depois, durante muitos anos, com a Rádio Comercial onde colaborou na secção de desporto mas não só. Depois esteve na TSF-Rádio Jornal onde relatava jogos de futebol e animava o programa Bancada Central.
Foi despedido da TSF quando assumiu o cargo de diretor do jornal gratuito Diário Desportivo, de que foi fundador e o primeiro diretor. Depois abandonou o cargo tendo sido substituído por Vasco Resende.
Passou para a Rádio Clube onde apresentou o programa "Lugar Cativo". A partir do início do canal TVI24 também passou a ser transmitido, parcialmente, nesse canal. Na TVI foi apresentador do programa Contra Ataque e também colaborou com a equipa da Rádio NFM onde voltou aos relatos e onde diariamente apresentava as Conversas de Café com Carlos Dolbeth e ainda a Bancada Nova, um espaço aberto à participação dos ouvintes à semelhança da Bancada Central. Retoma a experiência na CNR e Rádio Amália. Colabora com o canal Sporting TV e com a TVI.
Atualmente, faz parte da estrutura de comunicação do Sporting Clube de Portugal, como porta-voz do presidente Bruno de Carvalho.
Fernando Correia é também autor de vários livros sobre o desporto e a rádio. Diário de Sombras (2013) é a sua obra-prima.

## Obras
- Matateu - A Oitava Maravilha
- Joaquim Agostinho - Memória de Um Campeão
- Natália Correia de Alma Aberta
- Simply the Best (homenagem a George Best)
- Era uma Vez o Sol
- Espelho de Água
- Os Cinco Violinos;
- Paulinho - Esforço, Dedicação e Devoção (Livros do Brasil, 2012);
- Torres gémeas, cidades distantes (2013);
- Diário de Sombras (Fonte da Palavra, 2013)
- De África do Sul 2010 ao Brasil 2014 (Chiado Editora, 2014)
- Piso 3 Quarto 313 (Guerra e Paz, 2015);
- Moniz Pereira - Valeu a Pena (Guerra e Paz, 2016)
- O Homem Que Não Tinha Idade (Guerra e Paz, 2016)